# EF Education First
EF Education First (comumente abreviada para EF) é uma empresa de educação internacional especializada em intercâmbio cultural, viagens educacionais, cursos de idiomas no exterior e programas de preparação para universidades de língua inglesa. É a maior empresa privada de educação do mundo, com presença em 100 países, incluindo o Brasil e Portugal. Possui em seu corpo docente mais de 23.000 professores de idiomas e escolas próprias EF em mais de 40 cidades do mundo. Oferece cursos nos idiomas: Inglês, Espanhol, Alemão, Italiano, Francês, Português, Japonês e Mandarim. O seu escritório administrativo emprega mais de 400 pessoas. A EF foi fundada em 1965 por Bertil Hult, na cidade universitária de Lund com o nome Europeiska Ferieskolan (Escola Européia de Férias). A empresa é propriedade da família Hult. O seu escritório central fica em Lucerna, Suíça.
A revista de economia suíça Bilanz estimou que em 2005 a EF teve um volume de negócios superior a 2 bilhões (Franco Suíço).